# Морфология португальского языка
Морфология португальского языка имеет много общих черт с морфологией испанского и большинства других романских языков. Особенная близость наблюдается в отношении галисийского языка. В отличие от классической латыни, португальский язык изобилует аналитизмами. В частности, почти полностью разрушена латинская система именного склонения, развились артикли, возникло большое количество аналитических форм глагола, добавились определенные ограничения на порядок слов.
Существительные в португальском языке имеют категорию рода и числа. В современном языке имена распределяются по двум родам: мужской и женский. Прилагательные, а также притяжательные и указательные местоимения и порядковые числительные, выступая в функции определения, согласуются с определяемым в роде и числе. Изменение по падежам утрачено (отголоском латинского изменения по падежам стало склонение личных местоимений, однако и здесь наблюдаются существенные упрощения). Большинство существительных и прилагательных могут присоединять уменьшительно-ласкательные или увеличительно-усиливающие словообразовательные суффиксы, а качественные прилагательные могут также иметь степени сравнения. Как правило, определение ставится после определяемого (хотя данное правило имеет свои исключения).
Как и для других языков романской группы, для португальского языка характерно развитое глагольное словоизменение: глаголы различают три времени (прошедшее, настоящее, будущее), 4 наклонения (изъявительное, сослагательное, условное и повелительное), два залога (активный и пассивный). Кроме того, глагольная система португальского языка включает в себя спрягаемый (личный) инфинитив, из всех романских языков развившийся лишь в португальском, мирандском и галисийском. Часть глагольных форм образуется синтетически, часть — аналитически. Большое количество конструкций с неличными формами глагола позволяет выражать мельчайшие оттенки действия. Португальский язык располагает двумя глаголами-связками (ser и estar), которые обозначают соответственно постоянный и временный признаки, а также могут соответствовать по своему значению русским глаголам «являться» и «находиться».

## Имя существительное
Система именного словоизменения в португальском языке существенно упрощена по сравнению с латинской. Изменение по падежам было полностью утрачено (частично сохранилось лишь склонение личных местоимений), в то время как изменение по числам сохранилось.

### Род существительных
Португальские существительные распределяются по двум родам: мужскому и женскому.
Род существительного в ряде случаев может быть определён по его окончанию:
- существительные мужского рода обычно оканчиваются на:

– -o (corpo);
– -tor, -dor, -sor, -ssor (motor, corredor, professor);
- существительные женского рода, как правило, имеют следующие исходы:

– -a (mesa);
– -ção, -zão, -são, -ssão (nação, razão, televisão, profissão);
– -dade, -tade, -ude (verdade, vontade, saúde);
– -ice (velhice, tolice).
Исключения:
- существительные греческого происхождения на -ma, -ta (tema, problema, poeta и др.) — мужского рода;
- foto (фотография), moto (мотоцикл) — женского рода;
- coração (сердце) — мужского рода.

Род существительных на -sta определяется биологическим полом человека:
– o pianisto — пианист;
– a pianista — пианистка.

Некоторые существительные-омонимы могут относиться к обоим родам, при этом от рода зависит их значение:
– o capital (капитал) — a capital (столица);
– o cabeça (глава) — a cabeça (голова);
– o rádio (радиус, радий) — a rádio (радио).
В остальных случаях род существительных приходится определять по словарю.

### Число существительных
Предполагается, что формы современных португальских существительных и прилагательных в большинстве своём восходят к формам латинского винительного падежа (хотя некоторые слова продолжают латинский именительный падеж). Этим и объясняется использование во множественном числе показателя -s.
Такие фонетические процессы, как назализация гласных, образование носовых дифтонгов и исчезновение интервокального l привели к тому, что между основой единственного и основой множественного числа некоторых существительных и прилагательных возникли определенные различия.
В целом образование множественного числа существительных следует приведенным ниже моделям:
| Окончание ед. ч.        | Окончание мн. ч.            | Примеры                                                                         |
| ----------------------- | --------------------------- | ------------------------------------------------------------------------------- |
| гласный                 | гласный + s                 | filho — filhos casa — casas cidade — cidades                                    |
| -m                      | -ns                         | homem — homens                                                                  |
| -al, -ol, -el, -ul, -il | -ais, -óis, -éis, -uis, -is | jornal — jornais, farol — faróis, anel — anéis, azul — azuis, juvenil — juvenis |
| безударное -el          | -eis                        | possível — possíveis                                                            |
| -ão                     | -ãos                        | irmão — irmãos                                                                  |
| -ão                     | -ães                        | cão — cães                                                                      |
| -ão                     | -ões                        | coração — corações                                                              |
| -ês                     | -eses                       | português — portugueses                                                         |
| -r                      | -res                        | cor — cores                                                                     |
| -z                      | -zes                        | voz — vozes                                                                     |

Существительные, оканчивающиеся на -s и имеющие ударение не на последнем слоге (lápis, pires), не меняют своей формы при образовании множественного числа.
Особое положение занимает группа существительных мужского рода, оканчивающихся на -o и содержащих в корне закрытый звук [o]. Некоторые из таких существительных образуют множественное число, называемое plural metafônico, изменяя в ударной позиции корневой закрытый [o], в определённых случаях орфографически обозначаемый сиркумфлексом, на открытый звук [ɔ], обозначаемый акутом:
- o avô ['ɐvo] дедушка > os avós ['ɐvɔʃ] дедушки (для сравнения a avó ['ɐvɔ] бабушка, os avós ['ɐvɔʃ] бабушки и дедушки
- olho ['oʎu] глаз > olhos ['ɔʎuʃ] глаза
- jogo ['ʒogu] игра > jogos ['ʒɔguʃ] игры

Данное явление объясняется ассимиляцией корневого гласного (являвшегося изначально открытым) перед слогом, содержащим «u»:
- nŏvŭs > nóvu > nôvu > nôvo
nŏvōs > nóvos

На письме такие особенности не отображаются, когда ударный слог образуется по правилам. Характерны они для следующих имен: destroço, esforço, fogo, forno, fosso, globo, grosso, imposto, jogo, miolo, morto, novo, olho, osso, ovo, poço, porco, porto, posto, povo, reforço, socorro, tijolo, torto, troco, troço.
Подобным образом ведут себя и прилагательные на -oso, имеющие закрытый звук [о] в форме муж. рода ед. числа, и открытый [ɔ] во всех остальных формах: numeroso [numə'ɹozu] многочисленный > numerosos [numə'ɹɔzuʃ] (м. р. мн. ч.), numerosa [numə'ɹɔzɐ] (ж. р. ед. ч.), numerosas [numə'ɹɔzɐʃ] (ж. р. мн. ч.)

## Имя прилагательное
Прилагательные в португальском языке, выступая в роли определения, согласуются с определяемым в роде и числе. Образование множественного числа прилагательных происходит по той же схеме, что и у существительных:
| Род     | Ед. ч.                     | Мн. ч.                    |
| ------- | -------------------------- | ------------------------- |
| Мужской | um carro novo новая машина | carros novos новые машины |
| Женский | uma casa nova новый дом    | casas novas новые дома    |

Прилагательные, оканчивающиеся на -e, -l, -z, -s, имеют общую форму для обоих родов:
| Род     | Ед. ч.                        | Мн. ч.                       |
| ------- | ----------------------------- | ---------------------------- |
| Мужской | um carro verde зеленая машина | carros verdes зеленые машины |
| Женский | uma casa verde зеленый дом    | casas verdes зеленые дома    |

Не изменяются по родам и некоторые прилагательные на -a: Ele é um rapaz muito bacana (браз.) — Он крутой парень.
Прилагательные bom, mau, nu в форме женского рода меняют основу: boa, má, nua.
Кроме того, качественные прилагательные могут иметь степени сравнения (положительную, сравнительную и превосходную):
| Степень                    | Образование           | Перевод                                            |
| -------------------------- | --------------------- | -------------------------------------------------- |
| Положительная              | bonito                | красивый                                           |
| Сравнительная              | mais bonito (do) que  | красивее, чем/более красивый, чем                  |
| Сравнительная              | menos bonito (do) que | менее красивый, чем                                |
| Сравнительная              | tão bonito como       | такой красивый, как                                |
| Превосходная относительная | o mais bonito         | самый красивый/наиболее красивый                   |
| Превосходная относительная | o menos bonito        | наименее красивый                                  |
| Превосходная абсолютная    | bonitíssimo           | очень красивый/(наи)красивейший/красивее не бывает |

Ряд прилагательных может образовывать степени сравнения иным способом:
| Полож.            | Сравн.       | Превосх. относит.                     | Превосх. абсолютн.                 |
| ----------------- | ------------ | ------------------------------------- | ---------------------------------- |
| grande большой    | maior больше | o/a maior самый большой, наибольший   | máximo очень большой, величайший   |
| pequeno маленький | menos меньше | o/a menor самый маленький, наименьший | mínimo очень маленький, мельчайший |
| bom, boa хороший  | melhor лучше | o/a melhor лучше всех, наилучший      | ó(p)timo очень хороший, отличный   |
| mau, má плохой    | pior хуже    | o/a pior хуже всех, наихудший         | péssimo очень плохой, хуже некуда  |

## Наречие
В португальском языке наречия могут образовываться от прилагательных при помощи суффикса -mente, прибавляемого к форме женского рода единственного числа прилагательного:
- claro (ясный) ➔ clara ➔ claramente (ясно)
- diário (ежедневный) ➔ diária ➔ diariamente (ежедневно)
- fácil (лёгкий, простой) ➔ facilmente (легко, просто)
- frequente (частый) ➔ frequentemente (часто)

Если подряд употребляется несколько наречий, то суффикс -mente присоединяется только к последнему из них: Ele sempre fala alta e alegremente — Он всегда говорит громко и весело.
Подобно прилагательным, наречия могут образовывать степени сравнения:
| Степень                    | Образование                        | Перевод                              |
| -------------------------- | ---------------------------------- | ------------------------------------ |
| Положительная              | rapidamente                        | быстро                               |
| Сравнительная              | mais rapidamente (do) que          | быстрее, чем                         |
| Сравнительная              | menos rapidamente (do) que         | менее быстро, чем/не так быстро, как |
| Сравнительная              | tão rapidamente como               | так же быстро, как                   |
| Превосходная относительная | o mais rapidamente possível        | как можно быстрее                    |
| Превосходная относительная | o menos rapidamente possível       | как можно медленнее                  |
| Превосходная абсолютная    | muito rapidamente rapidíssimamente | очень быстро/быстрее некуда          |

Наречия bem (хорошо), mal (плохо), muito (много), pouco (мало) образуют степени сравнения особым образом:
| Полож.      | Сравн.       | Превосх. относит.          | Превосх. абсолютн.                  |
| ----------- | ------------ | -------------------------- | ----------------------------------- |
| bem хорошо  | melhor лучше | o melhor наилучшим образом | o(p)timamente отлично, лучше некуда |
| mal плохо   | pior хуже    | o pior наихудшим образом   | pessimamente ужасно, хуже некуда    |
| muito много | mais больше  | o mais как можно больше    |                                     |
| pouco мало  | menos меньше | o menos как можно меньше   |                                     |

o melhor/pior/mais/menos possível — как можно лучше/хуже/больше/меньше

## Артикль
Как и в других романских языках, португальские существительные имеют категорию определенности, выражаемую артиклем. Основными областями употребления артиклей являются следующие:
- неопределенный артикль:
  - сопутствует понятию, впервые упомянутому говорящим:
– eu comprei um livro — я купил книгу (кое-какую, о которой слушающий пока ничего не знает);
  - указывает на выделение предмета из класса ему подобных:
– um homem alto — высокий мужчина (то есть, являющийся одним из представителей класса «мужчины», коих существует огромное множество);
- определенный артикль указывает на предметы или явления:
  - однозначные в этом случае, знакомые как говорящему, так и слушающему:
– o carro do meu marido — машина моего мужа (речь идёт о конкретной машине, то есть о той, которая принадлежит мужу);
  - единственные в своем роде:
– o Sol — Солнце (есть лишь одна звезда, именуемая Солнцем);
– a capital da Grécia — столица Греции (у Греции только одна столица — Афины).

Артикли ставятся перед существительными, согласуются с ними в роде и числе и имеют следующие формы:
| Род     | Ед. ч. | Мн. ч. |
| ------- | ------ | ------ |
| Мужской | o      | os     |
| Женский | a      | as     |

| Род     | Ед. ч. | Мн. ч. |
| ------- | ------ | ------ |
| Мужской | um     | uns    |
| Женский | uma    | umas   |

В португальском языке артикль может соединяться с некоторыми предлогами, образуя с ними слитные формы:
|     | o    | a    | os    | as    |
| --- | ---- | ---- | ----- | ----- |
| a   | ao   | à    | aos   | às    |
| de  | do   | da   | dos   | das   |
| em  | no   | na   | nos   | nas   |
| por | pelo | pela | pelos | pelas |

Примечание: начальные n- и pel- в слитных формах объясняются происхождением предлогов em и por из более ранних en (из лат. in) и per.
|    | um  | uma  | uns  | umas  |
| -- | --- | ---- | ---- | ----- |
| de | dum | duma | duns | dumas |
| em | num | numa | nuns | numas |

Определенный артикль может использоваться для субстантивации прилагательных и глаголов: jantar — «ужинать», o jantar — «ужин».
Также возможно использование определенного артикля для замены существительного в целях избежания повтора: A minha irmã continua morando em São Paulo, e a do Miguél mudou para o Rio — Моя сестра по прежнему живёт в Сан-Паулу, а сестра Мигела перебралась в Рио.
Кроме того, в португальском языке определенный артикль часто употребляется с именами людей: Sabes, onde mora o Pedro? — Знаешь, где живёт Педру?
Неопределенный артикль может указывать на то, что лицо или предмет проявляет высшую степень какого-то качества (в русском языке в этом случае, как правило, используются слова «просто», «настоящий»):
- Ele é um gênio — Он просто гений (настоящий гений);
- É uma delícia! — Просто объедение!

Формы множественного числа неопределенного артикля могут указывать на приблизительность (например, в значении русских оборотов «километров тридцать», «где-то 30 минут», «приблизительно 7 кг»):
- Alguém sabe, quanto tempo vai durar essa reunião? — Кто-нибудь знает, сколько будет длиться это совещание?
- Umas duas horas, eu acho — Думаю, часа два.

## Местоимения

### Личные местоимения
| Лицо | Ед. число                                | Мн. число                                                                         |
| ---- | ---------------------------------------- | --------------------------------------------------------------------------------- |
| 1    | eu — я                                   | nós — мы                                                                          |
| 2    | tu — ты                                  | vós — вы                                                                          |
| 3    | ele [elə] — он ela [ɛlɐ] — она você (Вы) | eles [eləʃ] — они elas [ɛlɐʃ] — они vocês (Вы — при обращении к нескольким лицам) |

Примечания:
- местоимение elas служит для обозначения группы лиц исключительно женского пола или для обозначения группы существительных исключительно женского рода;
- местоимения você и vocês используются в Португалии для вежливого обращения к одному или нескольким лицам соответственно; в Бразилии местоимение você практически вытеснило tu (за исключением штата Риу-Гранди-ду-Сул);
- для вежливого обращения в Португалии также могут использоваться o senhor/a senhora, в то время как в Бразилии только они и используются в данной функции (O senhor precisa de alguma coisa? — Вам что-нибудь нужно?);
- você, vocês, o senhor/a senhora требуют после себя употребления глагола в форме 3-го лица, а не 2-го, как в русском (ср. Onde você mora? — Где ты живёшь (браз.)/Где Вы живёте (порт.)?; O senhor não trabalha mais aqui — Вы больше тут не работаете);
- в разговорное речи в значении «мы» может употребляться «a gente» с глаголом в форме 3-го л. ед. ч.: A gente fica aqui — Мы останемся здесь (букв. Народ останется здесь).

#### Слияние личных местоимений с предлогами
Местоимения ele, ela, eles, elas могут образовывать слитные формы с предлогами de и em:
- de + ele = dele
- de + ela = dela
- de + eles = deles
- de + elas = delas
- em + ele = nele
- em + ela = nela
- em + eles = neles
- em + elas = nelas

Формы nele, nela, neles, nelas объясняются происхождением предлога em из более раннего en (ср. лат. in).
Формы dele, dela, deles, delas часто используются в значении притяжательных местоимения 3-го лица (a casa dele — его дом; a casa dela — её дом; a casa deles — их дом).

#### Склонение личных местоимений
Личные местоимения частично сохранили латинское склонение, хотя и в упрощённом варианте. Приведённые в таблице формы дательного и винительного падежей употребляются самостоятельно, становясь клитиками (произносятся с глаголом как единое слово, логическое ударение на них не падает). Их иногда называют неударными (беспредложными) местоимениями-дополнениями.

| Местоимение      | Дат. пад. | Вин. пад. | Предложная форма |
| ---------------- | --------- | --------- | ---------------- |
| eu               | me        | me        | mim              |
| tu               | te        | te        | ti               |
| возвратное мест. | se        | se        | si               |
|                  |           |           |                  |
| nós              | nos       | nos       | nós              |
| vós              | vos       | vos       | vós              |
|                  |           |           |                  |
| ele              | lhe       | o         | ele              |
| ela              | lhe       | a         | ela              |
| eles             | lhes      | os        | eles             |
| elas             | lhes      | as        | elas             |
|                  |           |           |                  |
| você             | lhe       | o/a       | você             |
| vocês            | lhes      | os/as     | vocês            |
| o senhor [ô]     | lhe       | o         | o senhor         |
| a senhora [ó]    | lhe       | a         | a senhora        |

В сочетании с предлогом com местоимения eu, tu, se, nós, vós дают следующие слитные формы:
- com + mim = comigo
- com + ti = contigo
- com + si = consigo
- com + nós = connosco (порт.)/conosco (браз.)
- com + vós = convosco

Конечный элемент -co/-go этих форм восходит к латинскому предлогу cum (соответствовавшему современному португальскому com). Постановка предлога com после личных местоимений была одной из особенностей латинского языка. В результате происходит следующая цепочка преобразований: me + cum > mecum > mego > migo. В этих новых формах на -co/-go уже не прослеживается связь с предлогом com, вследствие чего он и был добавлен вторично, дав указанные выше слитные формы.
В тех случаях, когда неударные местоимения следуют за глаголом, они пишутся с ним через дефис: Conheço-te — Я тебя знаю.
Если местоимения -o, -a, -os, -as следуют за глаголом, то на стыке глагольного окончания с местоимением происходят следующие изменения:
- Если форма глагола заканчивается на -r, -s, -z, местоимения -o, -a, -os, -as принимают форму -lo, -la, -los, -las, а предшествующие им гласные a, e пишутся с ударением: á, ê:
– Devo agradecê-la — Я должен её поблагодарить.
– Eu fi-lo — Я это сделал.
- Если форма глагола оканчивается на -m, то -o, -a, -os, -as переходят в -no, -na, -nos, -nas: 
– Convidaram-no para a festa — Его пригласили на праздник.

#### Положение неударных местоимений-дополнений в предложении
В случае если личные местоимения в роли дополнения не несут на себе логического ударения, они являются клитиками, и их позиция в предложении определяется рядом правил. Всего возможно 3 варианта расположения неударных личных местоимений-дополнений:
1. про́клиза (próclise) — местоимение ставится перед сказуемым (или спрягаемой его частью, если сказуемое является составным);
2. э́нклиза (ênclise) — местоимение ставится после сказуемого;
3. мезо́клиза (mesóclise) — местоимение ставится между инфинитивом и окончанием глагола.

Проклиза используется, в случае если в предложении присутствуют следующие категории слов, перетягивающие на себя местоимение:
1. слова, выражающие отрицание: não — не; nunca, jamais — никогда, nada — ничто; ninguém — никто; nem — даже не; de modo algum — никоим образом:
- Nada me preocupa.
- Ela nem se escutou direito.
2. подчинительные союзы: quando — когда; se — если; porque — потому что; que — что, который; embora — хотя, несмотря на; logo que — как только:
- Quando se trata de comida, ele é um «expert».
- Quero que se comporte bem.
3. наречия:
- Sempre me dediquei à minha família.
- Já se casaram?
Однако, если после наречия стоит запятая, это наречие перестаёт перетягивать на себя местоимение:
- Aqui, trabalha-se.
4. неопределенные местоимения:
- Alguém me ligou?
5. вопросительные слова:
- Como te chamas?
6. подлежащее выраженное ударным личным местоимением (в Бразилии):
- Nós o censurávamos.

Кроме того, проклиза используется:
1. в восклицательных предложениях и при выражении желания:
- Deus te abençoe!
2. перед герундием с предлогом em:
- Em se plantando tudo dá.
- Em se tratando de futebol, ele é um craque.

Мезоклиза используется только с глаголами, стоящими в форме Futuro do Presente или Futuro no Pretécido (Condicional Simples):
- Mostrar-te-ei tudo.
- Mostrar-te-ia tudo.
Если в предложении имеется одно из слов, перетягивающих на себя местоимение, то вместо мезоклизы употребляется проклиза:
- Não te mostrarei nada.
Энклиза допускается в следующих случаях:
1. подлежащее выраженное ударным личным местоимением (в европейском варианте языка):
- Eu amo-te.
2. после инфинитива:
- Não consigo baixá-lo.
3. если предложение начинается с глагола:
- Passaram-se 5 anos.
4. если глагол стоит в форме повелительного наклонения (в положительной его форме): 
- Vai-te daqui!
5. после герундия[13]:
 - Saiu deixando-nos por instantes.
Однако если герундию предшествует предлог em или слово, перетягивающее на себя местоимение, то вместо экнлизы употребляется проклиза:
- Ele saiu, não nos revelando os motivos.

Если неударное местоимение-дополнение употребляется при составном сказуемом (то есть, при глагольных конструкциях с инфинитивом, причастием и герундием):
1. в случае конструкций с причастием местоимение ставится после вспомогательного глагола:
- Tinha-lhes contado verdade.
Если в предложении присутствует слово, перетягивающее на себя местоимение, то местоимение ставится перед глаголом:
- Não lhe tinha contado a verdade.
2. в случае конструкций с инфинитивом или герундием местоимение может встать как после спрягаемой части сказуемого, так и после инфинитива или герундия:
- Quero-te contar a verdade.
- Quero contar-te a verdade.
Однако если в предложении имеется слово, перетягивающее на себя местоимение, то местоимение встаёт перед спрягаемой частью сказуемого или после смыслового глагола:
- Não te quero enganar.
- Não quero enganar-te.

### Притяжательные местоимения
Притяжательные местоимения согласуются в роде и числе с существительным, к которому они относятся.
|        |      | Ед. число                                | Ед. число                                | Мн. число                                | Мн. число                                        |
| Число  | Лицо | Муж. р.                                  | Ж. р.                                    | Муж. р.                                  | Ж. р.                                            |
| ------ | ---- | ---------------------------------------- | ---------------------------------------- | ---------------------------------------- | ------------------------------------------------ |
| Ед. ч. | 1    | meu — мой                                | minha — моя                              | meus — мои (м. р.)                       | minhas — мои (ж. р.)                             |
| Ед. ч. | 2    | teu — твой                               | tua — твоя                               | teus — твои (м. р.)                      | tuas — твои (ж. р.)                              |
| Ед. ч. | 3    | seu — его, её (с одним объектом муж. р.) | sua — его, её (с одним объектом жен. р.) | seus — его, её (с несколькими объектами) | suas — его, её (с несколькими объектами жен. р.) |
|        |      |                                          |                                          |                                          |                                                  |
| Мн. ч. | 1    | nosso [ó] — наш                          | nossa — наша                             | nossos — наши                            | nossas — наши (ж. р.)                            |
| Мн. ч. | 2    | vosso [ó] — ваш                          | vossa — ваша                             | vossos — ваши                            | vossas — ваши (ж. р.)                            |
| Мн. ч. | 3    | seu — их (с одним объектом муж. р.)      | sua — их (с одним объектом жен. р.)      | seus — их (с несколькими объектами)      | suas — их (с несколькими объектами жен. р.)      |

В португальском языке указательные местоимения могут также сопровождаться определённым артиклем (o meu trabalho — моя работа, a tua casa — твой дом). Употребление артикля в данном случае является факультативным.
Традиционно притяжательные местоимения стоят перед определяемым словом, однако в ряде случаев возможно и постпозитивное употребление, например, если перед определяемым словом стоит количественное числительное (um amigo meu — один мой друг, dois colegas teus — двое твоих коллег).

### Указательные местоимения
В португальском языке существует 3 ряда указательных местоимений, различающиеся по степени удаленности обозначаемого ими объекта от говорящего и слушающего:
|                                            | Ед. число | Ед. число | Мн. число | Мн. число |
|                                            | Муж. р.   | Ж. р.     | Муж. р.   | Ж. р.     |
| ------------------------------------------ | --------- | --------- | --------- | --------- |
| «этот» (более близкий к тому, кто говорит) | este      | esta      | estes     | estas     |
| «этот» (более близкий к тому, кто слушает) | esse      | essa      | esses     | essas     |
| тот (удалённый от обоих)                   | aquele    | aquela    | aqueles   | aquelas   |

В формах мужского рода «е» произносится как закрытый звук [e], в формах женского рода — как открытый [ɛ].
Например, русское «эта книга» может передаваться на португальский как este livro (если, например, книга находится в руках или на столе у говорящего), так и esse livro (если книга находится в руках или на столе у того, с кем мы разговариваем). Aquele livro — это, соответственно, «та книга».
Кроме того, в португальском языке существуют местоимения isto, isso, aquilo, употребляющиеся самостоятельно:
- O que é isso?! — Что это такое?! Eu trouxe aquilo que você tanto queria — Я принёс то, чего ты так хотел.

В португальском языке указательные местоимения могут образовывать слитные формы с предлогами de и em (а местоимения aquele(-a, -es, -as) и aquilo — еще и с предлогом a):
|    | este    | esta    | estes    | estas    | isto    |
| -- | ------- | ------- | -------- | -------- | ------- |
| de | deste   | desta   | destes   | destas   | disto   |
| em | neste   | nesta   | nestes   | nestas   | nisto   |
|    |         |         |          |          |         |
|    | esse    | essa    | esses    | essas    | isso    |
| de | desse   | dessa   | desses   | dessas   | disso   |
| em | nesse   | nessa   | nesses   | nessas   | nisso   |
|    |         |         |          |          |         |
|    | aquele  | aquela  | aqueles  | aquelas  | aquilo  |
| de | daquele | daquela | daqueles | daquelas | daquilo |
| em | naquele | naquela | naqueles | naquelas | naquilo |
| a  | àquele  | àquela  | àqueles  | àquelas  | àquilo  |

- Пример: Cada um acredita naquilo que quer — Каждый верит в то, во что хочет (верить).

## Глагол
Португальский глагол может изменяться по лицам (1-е, 2-е, 3-е), числам (единственное и множественное), временам, четырём наклонениям (изъявительное, сослагательное, повелительное, условное) и залогам (действительный и страдательный). Кроме того, выделяются такие неличные формы глагола, как инфинитив, причастие и герундий. Латинские причастия действительного залога (с суффиксом -nt-) были утрачены (некоторые из них были переведены в разряд других частей речи, например, estudante — «студент»). В то же время страдательные причастия в португальском языке сохранились (construir (строить) — construído (построенный)). Особенностью португальского языка является наличие в его глагольной системе такой части речи, как личный (или спрягаемый) инфинитив, который, подобно личным формам глагола, может изменяться по лицам и числам (fazer, fazeres, fazer, fazermos, fazerdes, fazerem).
Все глагольные времена можно разделить на простые (Simples), которые образуются от основы глагола или инфинитива с помощью суффиксов и окончаний, и сложные (Composto), образующиеся сочетанием вспомогательного глагола (ter или haver) с причастием.
Систему личных форм португальского глагола в действительном залоге можно представить следующим образом:
- Изъявительное наклонение (Modo Indicativo):
  - Настоящее время:
    - Presente do Indicativo

  - Прошедшее время:
    - Pretérito Imperfeito do Indicativo
    - Pretérito Perfeito Simples do Indicativo
    - Pretérito Perfeito Composto do Indicativo
    - Pretérito Mais-que-Perfeito Simples do Indicativo
    - Pretérito Mais-que-Perfeito Composto do Indicativo

  - Будущее время:
    - Futuro Simples (Futuro do Presente) do Indicativo
    - Futuro Composto (Futuro do Presente Composto) do Indicativo
- Сослагательное наклонение (Modo Subjuntivo (браз.)/Conjuntivo (порт.)):
  - Настоящее время:
    - Presente do Subjuntivo

  - Прошедшее время:
    - Pretérito Imperfeito do Subjuntivo
    - Pretérito Perfeito do Subjuntivo
    - Pretérito Mais-que-Perfeito do Subjuntivo

  - Будущее время:
    - Futuro Simples do Subjuntivo
    - Futuro Composto do Subjuntivo
- Условное наклонение (Modo Condicional):
  - простая форма (Condicional Simples)
  - сложная форма (Condicional Composto)
- Повелительное наклонение (Modo Imperativo):
  - утвердительная форма (Imperativo Afirmativo)
  - отрицательная форма (Imperativo Negativo)

В систему неличных форм португальского глагола входят:
- инфинитив (Infinitivo Impessoal):
  - простой (Infinitivo Impessoal Simples)
  - сложный (Infinitivo Impessoal Composto)
- причастие:
  - страдательное причастие прошедшего времени (Particípio Passado)
- герундий (Gerúndio):
  - простой (Gerúndio Simples)
  - сложный (Gerúndio Composto)

Как было отмечено выше, помимо этого имеется личный или спрягаемый инфинитив (Infinitivo Pessoal):
- простой (Infinitivo Pessoal Simples)
- сложный (Infinitivo Pessoal Composto)

### Изъявительное наклонение
В португальском языке глаголы распределяются по трём спряжениям, в зависимости от гласной перед -r инфинитивом: глаголы 1-го спряжения в инфинитиве оканчиваются на -ar, 2-го спряжения — на -er [ê], 3-го спряжения — на -ir. Ко второму спряжению также относят глагол pôr и производные от него глаголы (supôr, opôr и т. д.).
В подавляющем большинстве случаев показатели лица и числа глагола имеют следующий вид:
| 1 л. ед. ч. | -o, - |
| 2 л. ед. ч. | -s    |
| 3 л. ед. ч. | -     |
| 1 л. мн. ч. | -mos  |
| 2 л. мн. ч. | -is   |
| 3 л. мн. ч. | -m    |

Окончание -o 1 л. ед. ч. используется только в настоящем времени изъявительного наклонения (Presente do Indicativo). Гласная перед ним при этом, как правило, выпадает:
- amar (любить) — amo (люблю), comer (есть) — como (ем), unir (объединять) — uno (объединяю)
Однако некоторые глаголы на -er и на -ir до сих пор сохраняют следы гласной перед окончанием: ouvir/ouço (из лат. audio), medir/meço, pedir/peço, fazer/faço (из facio), sair/saio, valer/valho, pôr/ponho, ter/tenho, vir/venho (из venio), ver/vejo (из vedeo < video), caber/caibo (из capio в результате метатезы). Основа этих йотированных форм служит также и для образования форм настоящего времени сослагательного наклонения.

Кроме того, у глаголов 3-го спряжения на месте ожидаемого -i- появляется -e-, когда окончание находится в безударной позиции.
Соответственно, спряжение правильных глаголов в настоящем времени выглядит следующим образом: amar — am-o, ama-s, ama, ama-mos, ama-is, ama-m, comer — com-o, come-s, come, come-mos, come-is, come-m, unir — uno, une-s, une, uni-mos, un-is, une-m.
Между тем, большое количество глаголов может отклоняться от указанных правил, изменяя основу и/или нормативные окончания. Как правило, такие глаголы можно объединить в группы по типу неправильности, однако часть глаголов (так называемые глаголы индивидуального спряжения) имеет свои особенности спряжения и группировке не поддаётся. Так, например, глагол ir (идти) использует в настоящем времени изъявительного наклонения (кроме 2 л. мн. ч.) и в настоящем времени сослагательного наклонения формы, восходящие к формам латинского глагола vadere, в результате чего в современном языке имеет место супплетивизм: vou, vais, vai, vamos, ides, vão; vá, vás, vá, vamos, vades, vão. Основу перфекта этот глагол, в свою очередь, заимствует у глагола ser.
Что касается отклоняющихся глаголов, то их можно объединить в следующие группы, исходя из изменений, происходящих при их спряжении в настоящем времени изъявительного наклонения:
1. Глаголы на -ear изменяют корневой «e» на «ei», когда этот «e» находится под ударением: passear — passeio, passeias, passeia, passeamos, passeais, passeiam. Близость в произношении конечного элемента у глаголов на -ear и на -iar привела к тому, что данный тип неправильности распространился и на некоторые глаголы, оканчивающиеся на -iar: odiar — odeio, odeias, odeia, odiamos, odiais, odeiam.[16] Подобные отклонения проявляются у данных глаголов и в формах настоящего времени сослагательного наклонения (passeie, passeies и т. д.).
2. У глаголов на -uir и -oer в окончаниях 2-3 л. ед. ч. вместо -e- появляется -i-: possuir — possuis, possui; doer — dóis, dói.
3. Глаголы на -ir с корневым e меняют это e на i в 1 л. ед. ч.: sentir — sinto, sentes, sente, sentimos, sentis, sentem. От основы с i будут образовываться и формы настоящего времени сослагательного наклонения (sinta, sintas etc.).
4. Глаголы на -ir с корневым o меняют это o на u в 1 л. ед. ч.: dormir — durmo, dormes, dorme, dormimos, dormis, dormem. От основы с u будут образовываться и формы настоящего времени сослагательного наклонения (durma, durmas etc.).
5. Глаголы на -ir с корневым u меняют u на o в формах 2-3 л. ед. ч. и 3 л. мн. ч.: subir — subo, sobes, sobe, subimos, subis, sobem. В формах настоящего времени сослагательного наклонения отступлений от нормативного спряжения нет. К этому же классу примыкают и глаголы construir и destruir: construo, constróis, constrói, construímos, construís, constroem.

Глаголы на -cer в современном португальском языке спрягаются по общему правилу, изменяя в 1 л. ед. ч. лишь написание (c меняется на ç: merecer — mereço). В свою очередь в испанском и итальянском языках подобные глаголы (восходящие к латинским глаголам на -scĕre) по сей день содержат отклонения от нормативного спряжения (лат. cognoscere/cognosco, ит. conoscere/conosco, исп. conocer/conozco; ср. порт. conhecer/conheço).
Показателем имперфекта изъявительного наклонения (Pretérito Imperfeito do Indicativo) служит суффикс -va- для глаголов 1-го спряжения и -ia- — для глаголов 2-го и 3-го спряжений (во 2-м л. мн. ч. суффикс редуцируется в -ve-/-íe-):
- amar — ama-va, ama-va-s, ama-va, amá-va-mos, amá-ve-is, ama-va-m, comer — com-ia, com-ia-s, com-ia, com-ía-mos, com-íe-is, com-ia-m, unir — un-ia, un-ia-s, un-ia, un-ía-mos, un-íe-is, un-ia-m

Глаголы ser, ter, pôr, vir (и производные от них) меняют основу: ser — era, ter — tinha, pôr — punha, vir — vinha.
Латинское будущее время в португальском языке не сохранилось. Используемые в современном языке формы простого будущего времени изъявительного наклонения (Futuro do Presente) восходят к сочетанию инфинитива с формами глагола haver в настоящем времени:
- amar hei > amarei
- amar hás > amarás
- amar há > amará
- amar ha(ve)mos > amaremos
- amar ha(ve)is > amareis
- amar hão > amarão

Такой же является история появления форм условного наклонения (Condicional Simples или Futuro do Pretérito) (amaria, amarias, amaria, amaríamos, amarieis, amariam).
Подобное происхождение указанных форм является объяснением такого явления, как мезоклиза, когда неударное личное местоимение-дополнение вклинивается между инфинитивом и окончанием глагола: amar-te-ei (я буду тебя любить). Мезоклиза для разговорной речи не характерна, но в письменной речи она по сей день используется.
В латинском языке подобные конструкции служили для выражения долженствования, с чем связана одна из функций будущих времен изъявительного наклонения в современном португальском языке, а именно употребление их в модальном значении для выражения предположения, неуверенности, удивления:
Alguém bateu na porta. Quem será a uma hora dessas? — Кто-то постучал в дверь. Кто бы это в такой час?
Será que foi ele? — Неужели это был он?
Ela estará certa — Должно быть, она права.
Простой перфект (Pretérito Perfeito Simples do Indicativo) со времён поздней латыни имеет особые окончания:
| 1 л. ед. ч. | -i    |
| 2 л. ед. ч. | -ste  |
| 3 л. ед. ч. | -u    |
| 1 л. мн. ч. | -mos  |
| 2 л. мн. ч. | -stes |
| 3 л. мн. ч. | -ram  |

Примечания:
- В 1-м л. ед. ч. окончание -i сливается с конечными гласными основы: amei, comi, uni.
- В 3-м л. ед. ч. глаголов 1-го спряжения -au стягивается в -ou: amou.
- В окончаниях -este, -estes, -eram правильных глаголов произносится закрытый «e».

Примеры: amar — am-ei, am-a-ste, am-ou, am-a-mos, am-a-stes, am-a-ram, comer — com-i, com-e-ste, com-e-u, com-e-mos, com-e-stes, com-e-ram, unir — un-i, un-i-ste, un-i-u, un-i-mos, un-i-stes, un-i-ram
Простой перфект — самая употребительная форма прошедшего времени в португальском языке (в отличие от итальянского и французского, где наибольшее распространение получил сложный перфект, в то время как простой перфект стал уходить в книжно-письменную речь). Окончания простого перфекта правильных глаголов всегда ударные, поэтому глаголы в перфекте, как правило, не претерпевают изменений в основе. Между тем, португальский язык унаследовал от латыни ряд глаголов (называемых «сильными»), по сей день сохраняющих древние основы. Такие глаголы в формах 1-го и 3-го д. ед. ч. несут ударение на основе и оканчиваются в этих формах на -e (soube, disse, trouxe), которое, впрочем, после -s и -z исчезает (quis, fiz/fez, pus/pôs).
Таким образом, в 1-м и 3-м л. ед. ч. сильные глаголы могут иметь одинаковые формы (disse — «я сказал», «он сказал»), а могут и различать эти формы с помощью чередования гласных в корне (eu fiz/ele fez, eu pus/ele pôs, eu pude/ele pôde, eu vim/ele veio, eu tive/ele teve, eu fui/ele foi).
Глагол «ir» (идти) использует в простом перфекте формы глагола «ser» (быть, являться): fui, foste, foi, fomos, fostes, foram.
Португальский язык сохранил очень небольшое количество глаголов, ещё со времен латыни изменяющих основу в перфекте:
- перфект на -ui-: caber/coube, saber/soube, haver/houve (habui > houve в результате метатезы и перехода конечного -i в -e);[21]
- перфект на -s-: dizer/disse, trazer/trouxe (dizer < лат. dic-ere; disse < лат. dixi < dic-si);[22]
- удлинение корневого гласного: fazer/fez, vir/vim/veio;
- супплетивизм: ser/fui.

Ассимиляция корневого гласного глагола перед слогом с конечным -i привела к развитию чередований fiz/fez, pus/pôs, pude/pôde, vim/veio, estive/esteve:
- fecii > fici > fice > fize > fiz;
- fecit > fece > feze > fez.

Показателем простого плюсквамперфекта изъявительного наклонения (Pretérito Mais-que-Perfeito Simples) является суффикс -ra-. Здесь нужно отметить, что данная временная форма образуется от основы перфекта, которая у ряда глаголов не совпадает с основой настоящего времени.
- amar — ama-ra, ama-ra-s, ama-ra, amá-ra-mos, amá-re-is, ama-ra-m
- comer — come-ra, come-ra-s, come-ra, comê-ra-mos, comê-re-is, come-ra-m
- unir — uni-ra, uni-ra-s, uni-ra, uní-ra-mos, uní-re-is, uni-ra-m

Исторически у глаголов 2-го спряжения перед суффиксом -ra- должен был находиться открытый гласный «e». Однако он был заменен закрытым вариантом «e» ввиду того, что носители языка разлагали эти формы по-другому: amara осознавалось как amar-a, unira — как unir-a. То есть, говорящие выделяли в данных формах инфинитив. Позднее аналогия с закрытым «e» инфинитива распространилась и на формы плюсквамперфекта (а также будущего времени сослагательного наклонения, откуда закрытый «e» проникает и в формы простого перфекта). При этом глаголы индивидуального спряжения, изменяющие в перфекте основу и не допускающие подобного мысленного переразложения форм на инфинитив и окончание, до сих пор содержат в данных формах открытый «e»: déramos, pudéramos, soubéramos, houvéramos, fizéramos, disséramos и т. д.
Формы простого плюсквамперфекта характерны для письменного языка. В разговорном португальском используется сложная формы плюсквамперфекта (Pretérito Mais-que-Perfeito Composto), образующаяся сочетанием вспомогательного глагола ter (или haver) в форме Pretérito Imperfeito do Indicativo с причастием смыслового глагола (tinha amado/havia amado, tinha comido/havia comido). Употребляется эта форма по большей части в придаточных предложениях для выражения действия, предшествующего другому действию в прошлом (Quando ele voltou, a festa já tinha acabado — Когда он вернулся, вечеринка уже закончилась).

### Сослагательное наклонение
Португальский язык сохраняет латинское сослагательное наклонение и располагает шестью его формами: тремя простыми (Presente, Pretérito Imperfeito, Futuro do Subjuntivo) и тремя сложными (Pretérito Perfeito, Pretérito Mais-que-Perfeito, Futuro Perfeito do Subjuntivo), образуемыми сочетанием глагола ter/haver в соответствующей простой форме с причастием.
В целом употребление сослагательного наклонения (для выражения действий вероятных, возможных, в свете человеческих эмоций) сходно с употреблением его в других романских языках. Из романских языков будущие времена сослагательного наклонения широко используются только в португальском (они существуют и в испанском языке, но в современном испанском они практически не употребляются). Их использование в португальском языке можно проиллюстрировать следующими примерами:
- Faz como achares melhor. — Поступай, как считаешь нужным (букв. «как бы ты ни счёл нужным»).
- Se precisares de ajuda, liga-me. — Будет нужна моя помощь — звони.
- Quando quiseres conversar, deixa-me saber. — Когда захочешь поговорить, дай знать.

Настоящее время сослагательного наклонения (Presente do Subjuntivo) образуется при помощи тех же окончаний (за исключением 1 л. ед. ч., где окончание отсутствует), но гласный основы глагола при этом меняется: у глаголов 1-го спряжения «a» меняется на «e», а у глаголов 2-го и 3-го спряжений гласный основы меняется на «a»:
- amar — ame, ames, ame, amemos, ameis, amem
- comer — coma, comas, coma, comamos, comais, comam
- unir — una, unas, una, unamos, unais, unam

Ряд глаголов (особенно относящихся к 3-го спряжению) не следует этому правилу, меняя основу (sentir — sinta, pedir — peça, dormir — durma и т. д.). Однако в большинстве случаев установилось чёткое соответствие между основой Presente do Subjuntivo и основой 1 л. ед. ч. Presente do Indicativo (ouvir — eu ouço — ouça). Исключение составляют 6 глаголов, основа Presente do Subjuntivo  которых не совпадает с основой 1 л. ед. ч. Presente do Indicativo:
- ser (seja < *sedea-);
- estar (esteja);
- haver (haja);
- saber (saiba < *sapia-);
- querer (queira);
- ir (vá, vás, vá, vamos, vades, vão).

Такие формы, как Pretérito Imperfeito do Sunjuntivo и Futuro do Subjuntivo образуются от основы перфекта и также имеют свои показатели:
- показателем имперфекта сослагательного наклонения является суффикс -sse- (amasse, amasses, amasse, amássemos, amásseis, amassem);
- показателем простого будущего времени сослагательного наклонения выступает суффикс -r(e)-; при этом перед -s и -m «e» сохраняется, а во 2-м л. мн. ч. появляется окончание -des (amar, amares, amar, amarmos, amardes, amarem).

### Сложные времена
Сложные времена по своему значению сходны в том, что выражают действие (реальное или предположительное), предшествующее действию главного предложения. Данные времена используются по большей части в придаточных предложениях (за исключением Pretérito Perfeito Composto do Indicativo, близкого по значению английскому Present Perfect Continuos, и сложных форм условного наклонения (например «Nunca teria pensado!» — Никогда бы не подумал!)).
Для образования сложных времен португальский язык располагает двумя вспомогательными глаголами — ter и haver,- сочетающимися с причастием. Формы с ter более употребительны. Причастие же, в отличие, например, от причастия в итальянском языке, выступает в неизменяемой форме мужского рода единственного числа («Ele tinha pensado», «Ela tinha pensado», «Eles/elas tinham pensado»).
При образовании сложных времен глаголы, имеющие две формы причастия (правильную и неправильную), используют только правильную форму (например, tinha imprimido).

### Условное наклонение
В португальском языке существует две формы условного наклонения:
- простая (Condicional Simples или Futuro do Preférito Simples);
- сложная (Condicional Composto или Futuro do Pretérito Composto).

Все глаголы образуют простую форму условного наклонения по одной и той же схеме, а именно, путём прибавления к инфинитиву следующих окончаний:
| Лицо, число | Окон- чания | Пример     |
| ----------- | ----------- | ---------- |
| 1 л. ед. ч. | -ia         | falaria    |
| 2 л. ед. ч. | -ias        | falarias   |
| 3 л. ед. ч. | -ia         | falaria    |
| 1 л. мн. ч. | -íamos      | falaríamos |
| 2 л. мн. ч. | -íeis       | falaríeis  |
| 3 л. мн. ч. | -iam        | falariam   |

Исключение составляют глаголы dizer, fazer, trazer, образующие данные формы от сокращенных основ dir-, far-, trar- (diria, faria, traria).
Сложная форма условного наклонения образуется сочетанием вспомогательного глагола ter (или haver) в простой форме условного наклонения и причастия смыслового глагола:
| 1 л. ед. ч. | teria falado    | или | haveria falado    |
| 2 л. ед. ч. | terias falado   | или | haverias falado   |
| 3 л. ед. ч. | teria falado    | или | haveria falado    |
| 1 л. мн. ч. | teríamos falado | или | haveríamos falado |
| 2 л. мн. ч. | teríeis falado  | или | haveríeis falado  |
| 3 л. мн. ч. | teriam falado   | или | haveriam falado   |

Используются формы условного наклонения в следующих случаях:
1. для выражения желаемого действия:
– Gostaria de visitar esse país — Я бы хотел побывать в этой стране.
2. для выражения приблизительности времени в прошлом:
– Seriam 6 horas da tarde — (Тогда) было часов 6 вечера.
3. в придаточных предложениях на месте Futuro (Simples или Composto) do Indicativo, если того требуют правила согласования времен:
– Marina disse que iria a Brasil — Марина сказала, что поедет в Бразилию.
– Ele teria ligado antes de chegar — Он сказал, что позвонит перед тем, как прийти.

### Повелительное наклонение
От латыни португальский язык унаследовал лишь две формы повелительного наклонения, а именно утвердительные формы 2-го лица ед. и мн. ч.
Утвердительная форма 2-го лица ед. ч. (когда выражается просьба или приказ по отношению к человеку, к которому обращаются на «tu») совпадает с формой 3 л. ед. ч. настоящего времени изъявительного наклонения:
- falar (говорить) — fala (он/она говорит) — fala! (говори!)
- beber (пить) — bebe (он/она пьёт) — bebe! (пей!)
- sair (выходить) — sai (он/она выходит) — sai! (выходи!/выйди!)

Особую форму имеет глагол ser: sê (восходящей к соответствующей форме глагола *seder — «сидеть», заменившего ser в ряде форм).
Формы 2-го л. мн. ч. (выражающая просьбу или приказ по отношению к человеку, к которому обращаются на vós) образуется путём отсечения конечного -s в формах 2 л. мн. ч. глагола настоящего времени:
- falar (говорить) — falais (вы говорите) — falai! (говорите!)
- beber (пить) — bebeis (вы пьёте) — bebei! (пейте!)
- sair (выходить) — saís (вы выходите) — saí! (выходите!/выйдите!)
- Глагол ser имеет особую форму: sede.

Ввиду того, что местоимение vós выходит из употребления, соответствующая форма повелительного наклонения также потеряла актуальность.
Остальные утвердительные формы и все отрицательные формы повелительного наклонения совпадают с соответствующими формами Presente do Subjuntivo.

### Согласование времен
В сложноподчиненных предложениях форма сказуемого в придаточном предложении увязывается с формой сказуемого главного предложения, если последнее относится к плану прошедшего времени.
План прошедшего времени в португальском языке представлен следующими формами:
- Pretérito Imperfeito do Indicativo;
- Pretérito Perfeito Simples do Indicativo;
- Pretérito Mais-que-Perfeito do Indicativo (как Simples, так и Composto);
- Pretérito Imperfeito do Subjuntivo;
- Pretérito Mais-que-Perfeito do Subjuntivo;
- Condicional (как Simples, так и Composto).

Таким образом, если сказуемое главного предложения стоит в одной из указанных форм, то в придаточном предложении происходит сдвиг времен по следующей схеме:
- Presente do Indicativo ➔ Pretérito Imperfeito do Indicativo
- Pretérito Imperfeito do Indicativo ➔ Pretérito Mais-que-Perfeito Composto do Indicativo
- Pretérito Perfeito Simples do Indicativo ➔ Pretérito Mais-que-Perfeito Composto do Indicativo
- Pretérito Perfeito Composto do Indicativo ➔ Pretérito Mais-que-Perfeito Composto do Indicativo
- Futuro Simples do Indicativo (Futuro do Presente Simples) ➔ Condicional Simples (Futuro do Pretérito Simples)
- Futuro Composto do Indicativo (Futuro do Presente Composto) ➔ Condicional Somposto Futuro do Pretérito Composto)
- Presente do Subjuntivo ➔ Pretérito Imperfeito do Subjuntivo
- Futuro Simples do Subjuntivo ➔ Pretérito Imperfeito do Subjuntivo
- Pretérito Perfeito do Subjuntivo ➔ Pretérito Mais-que-Perfeito do Subjuntivo

| План настоящего времени                                                               | План прошедшего времени                                                                   |
| ------------------------------------------------------------------------------------- | ----------------------------------------------------------------------------------------- |
| Ele diz que te ama. Он говорит, что любит тебя.                                       | Ele disse que te amava. Он говорил, что любит тебя.                                       |
| Quero que me ajudes. Я хочу, чтобы ты мне помог.                                      | Queria que me ajudasses. Я бы хотел, чтобы ты мне помог.                                  |
| Ele diz que explicará tudo quando chegar. Он говорит, что всё объяснит, когда придет. | Ele disse que explicaria tudo quando chegasse. Он сказал, что всё объяснит, когда придет. |

### Возвратные (местоименные) глаголы
Инфинитив возвратных (или местоименных) португальских глаголов оканчивается на -se. В отличие от русских возвратных глаголов на «-ся/-сь», в португальском языке местоимение se, сопровождающее возвратный глагол, изменяется по лицам и числам вместе с глаголом. В тех случаях, когда этого требуют правила, местоимение может вставать перед глаголом (проклиза) или между инфинитивом и глагольным окончанием (мезоклиза).
|             | Энклиза       | Проклиза       | Мезоклиза         |
| ----------- | ------------- | -------------- | ----------------- |
| 1 л. ед. ч. | levanto-me    | me levanto     | levantar-me-ei    |
| 2 л. ед. ч. | levantas-te   | te levantas    | levantar-te-ás    |
| 3 л. ед. ч. | levanta-se    | se levanta     | levantar-se-á     |
| 1 л. мн. ч. | levantamo-nos | nos levantamos | levantar-nos-emos |
| 2 л. мн. ч. | levantais-vos | vos levantais  | levantar-vos-eis  |
| 3 л. мн. ч. | levantam-se   | se levantam    | levantar-se-ão    |

Примечания:
- Если местоимение следует за глаголом, то "-s" перед "-nos" исчезает: levantamo-nos.
- Положение местоимений me, te, se, nos, vos определяется общими правилами постановки неударных личных местоимений-дополнений.

### Личный (спрягаемый) инфинитив
Название «личный» или «спрягаемый» объясняется тем, что такой инфинитив способен принимать личные окончания -, -es, -, -mos, -des, -em, которые присоединяются к неличному инфинитиву: falar, falares, falar, falarmos, falardes, falarem.
Личный инфинитив возводят к латинскому имперфекту сослагательного наклонения, который, в отличие от аналогичной формы в современном португальском, образовывался от обычной основы (основы инфекта, совпадавшей, как правило, с основой настоящего времени), а не от основы перфекта:
- facērem > facêre > fazer
- facēres > facêces > fazeres
- facēret > facêre > fazer
- facērēmus > facêremos > fazermos
- facērētis > facêredes > fazerdes
- facērent > facêren > fazerem

Подобное происхождение личного инфинитива объясняет, с одной стороны, его внешнее сходство с формами Futuro do Subjuntivo, а с другой — использование тех же окончаний, но с другой основой.
Появление личного инфинитива стало возможным благодаря тому, что уже в латинском языке придаточные предложения с имперфектом сослагательного наклонения могли строиться без союза.
Особенности употребления личного инфинитива можно проиллюстрировать следующими примерами:
- Nunca ouvi os russos falarem — Я никогда не слышал, как говорят русские.
- É preciso fazermos muito mais para que isso aconteça — Нам нужно сделать гораздо больше, чтобы это произошло.
- Tens um minuto para me responderes — У тебя на ответ минута (У тебя есть минута, чтобы мне ответить).

### Неличные формы глагола

#### Инфинитив
В португальском языке инфинитив имеет ряд функций, не характерных для инфинитива в русском языке. В частности инфинитив может употребляться с предлогами и входить в состав некоторых инфинитивных оборотов.
Простой инфинитив оканчивается на -r (falar, merecer, preferir, pôr).
Сложный инфинитив состоит из инфинитива глагола ter (или haver) и причастия смыслового глагола (ter falado/haver falado, ter posto/haver posto).
Инфинитив может употребляться с предлогами, заменяя придаточные предложения. При этом простой инфинитив выражает одновременность или следование по отношению к действию, описанному в главном предложении, а сложный инфинитив — предшествование этому действию. Сказанное можно проиллюстрировать следующими примерами:
– Obrigado por sempre me visitar — Спасибо за то, что всегда приходишь меня проведать.
– Obrigado por ter-me visitado — Спасибо за то, что пришёл меня проведать.
К некоторым глаголам инфинитив присоединяется через предлог a:
– ajudar a traduzir — помочь перевести;
– aprender a ler — (на)учиться читать.
В португальском языке существует большое количество инфинитивных оборотов. Наиболее употребительные из них перечислены ниже:
| Оборот            | Значение | Пример                                                                                               |
| ----------------- | --- | --- |
| ir + Inf          | обозначает действие, которое произойдет в ближайшем будущем (в современном языке часто заменяет Futuro Simples do Indicativo) | Eu vou explicar tudo Я всё объясню.                                                                  |
| estar a + Inf     | делать что-то в конкретный момент (процесс, длительное действие) (по значению соответствует английским временам группы Continuous) В Бразилии вместо данного оборота, как правило, используется герундиальная конструкция "estar + Gerúndio" (см. ниже). | Ele está a escutar música. (В данный момент) он слушает музыку.                                      |
| deixar + Inf      | дать, позволить что-то сделать | Deixa-me sonhar. Дай (позволь) мне помечтать.                                                        |
| deixar de + Inf   | перестать что-то делать | Graças a Deus, o bebê deixou de chorar! Слава Богу, ребёнок перестал плакать!                        |
| terminar de + Inf | закончить что-то делать, доделать что-то | Terminei de ler este livro há 5 dias. Я закончил читать (дочитал) эту книгу 5 дней назад.            |
| acabar de + Inf   | только что что-то сделать | Acabei de chegar. Я только что пришёл.                                                               |
| costumar + Inf    | обычно что-то делать | Costumo falar tudo que penso. Я привык говорить то, что думаю.                                       |
| continuar a + Inf | продолжать что-то делать, всё ещё что-то делать | Ele me continua a perseguir. Он по-прежнему меня преследует.                                         |
| ter que + Inf     | быть вынужденным что-то делать в силу внутренних побуждений | Tens que esperar um pouco Тебе придется немного подождать.                                           |
| ter de + Inf      | быть вынужденным что-то делать по воле внешних обстоятельств | Tenho de trabalhar muito para sustentar a família. Я вынужден много работать, чтобы содержать семью. |
| estar para + Inf  | вот-вот что-то сделать, собираться что-то сделать | O meu irmao está para voltar do Brasil. Мой брат вот-вот вернется из Бразилии.                       |
| ao + Inf          | одновременность или непосредственное предшествование одного действия другому; на русский язык может переводиться деепричастием | É impossivel não sorrir ao pensar em você. Невозможно не улыбаться, думая о тебе.                    |

С глаголами чувственного восприятия (ver — видеть, ouvir — слышать, sentir — чувствовать и др.) инфинитив может образовывать конструкцию «Acusativo com Infinitivo»:
– Eu o vi passar por aqui — Я видел, как он тут проходил.
– Ouvi alguém chorar. Quem terá sido? — Я слышал, как кто-то плачет. Кто бы это мог быть?

#### Причастие
Латинские действительные причастия, образовывавшиеся с помощью суффикса -nt-, в португальском языке не сохранились. Часть из них перешла в разряд других частей речи (estudante — «студент», significante — «значительный», durante — предлог «в течение»), но в систему глагола данные формы уже не входят.
Причастие же страдательное прошедшего времени продолжает употребляться, как в функции определения, так и в составе сложных глагольных времён и различных глагольных конструкций.
Между гласными латинский показатель -t- дал в португальском -d-, и только относительно небольшое количество глаголов сохраняет следы древнего -t- в формах причастий.
В современном португальском языке причастия образуются от глагола следующим образом:
- глаголы на -ar заменяют инфинитивное окончание на -ado(-a, -os, -as): tomar — tomado (tomada, tomados, tomadas);
- глаголы на -er и -ir получают окончание -ido(-a, -os, -as): comer — comido, dividir — dividido.

По типу образования причастия глаголы можно разделить на 3 группы:
1. правильные, образуются от основы инфинитива и всегда оканчиваются на -ado у глаголов на -ar и на -ido у глаголов на -er и -ir (falar — falado, comer — comido, unir — unido);
2. имеющие две формы причастия: правильную (на -ado/-ido) и неправильную, унаследованную от латыни (например, imprimir — imprimido, impresso);
3. имеющие только неправильную форму причастия (fazer — feito, satisfazer — satisfeito, dizer — dito, abrir — aberto, cobrir — coberto, descobrir — descoberto, escrever — escrito, descrever — descrito, inscrever — inscrito, ganhar — ganho, gastar — gasto, limpar — limpo, pagar — pago, pôr — posto, ver — visto, vir — vindo).

При переводе на русский язык португальское причастие может соответствовать как русскому страдательному причастию прошедшего времени (A janela está aberta — Окно открыто), так и придаточным предложением (as línguas faladas na Índia — языки, на которых говорят в Индии).
Причастие также используется для образования форм страдательного залога, сочетаясь с глаголом ser: Ele é muito amado aqui — Его здесь очень любят (букв. Он очень люби́м тут).
В письменной речи может употребляться так называемая абсолютная причастная конструкция:
– Acabada a festa, todos foram dormir — Когда праздник закончился, все пошли спать.
– Passados 10 anos, ele voltou à sua pátria — Спустя 10 лет он вернулся к себе на родину.
В сочетании с глаголом estar причастие выражает состояние:
– Estou apaixonado por Marina — Я влюблён в Марину.
В сочетании причастия с глаголом ficar акцент делается не столько на состоянии, сколько на самом действии:
– Fiquei apaixonado por Marina — Я влюбился в Марину.

#### Герундий
Герундий, употребляясь в основной своей функции, сходен по значению с русским деепричастием. Образуется герундий заменой -r в инфинитиве на -ndo, причём данное правило не знает исключений:
- falar (говорить) — falando (говоря)
- merecer (заслуживать) — merecendo (заслуживая)
- preferir (предпочитать) — preferindo (предпочитая)
- pôr (класть) — pondo (кладя)

В ряде случаев герундий может переводиться придаточным предложением: Mesmo dormindo penso em você — Даже когда я сплю, я думаю о тебе (или «Даже во сне я думаю о тебе»).
Возможен и перевод герундия глаголом, связанными с другим глаголом союзом «и»: Estou deitado, assistindo TV — Я лежу и смотрю телевизор.
Герундий является неизменяемой частью речи и может существовать лишь в двух формах: простой (упомянутой выше) и сложной, состоящей из герундия глагола ter (или haver) и неизменяемого причастия в форме мужского рода единственного числа:
- tendo falado/havendo falado
- tendo merecido/havendo merecido
- tendo preferido/havendo preferido
- tendo posto/havendo posto

Способ перевода подобных форм на русский язык будет определяться контекстом: Tendo trabalhado toda a noite, ele voltou muito cansado — Проработав всю ночь, он вернулся очень уставшим.
В португальском языке существует ряд широко используемых конструкций с герундием. Ниже приведены самые употребительные из них:
| Конструкция     | Значение                                                         | Пример                                                                   |
| --------------- | ---------------------------------------------------------------- | ------------------------------------------------------------------------ |
| estar + Ger     | делать что-то в конкретный момент (процесс, длительное действие) | Neste momento Helena está trabalhando. В данный момент Элена работает.   |
| continuar + Ger | продолжать что-то делать, всё ещё что-то делать.                 | Continuo procurando emprego. Я продолжаю искать работу..                 |
| ir + Ger        | постепенное развитие действия                                    | O meu vocabulário vai aumentando. Мой словарный запас постепенно растет. |
| acabar + Ger    | в конце концов что-то сделать                                    | Ele vai acabar desistindo. Он в конце концов отступится.                 |

## Числительное
|                   | Количественные                      | Порядковые             |
| ----------------- | ----------------------------------- | ---------------------- |
| 1                 | um – муж. р./uma – жен. р.          | primeiro               |
| 2                 | dois – муж. р./duas – жен. р.       | segundo                |
| 3                 | três                                | terceiro               |
| 4                 | quatro                              | quarto                 |
| 5                 | cinco                               | quinto                 |
| 6                 | seis                                | sexto [ch] (порт.)/[s] |
| 7                 | sete [é]                            | sétimo                 |
| 8                 | oito                                | oitavo                 |
| 9                 | nove [ó]                            | nono                   |
| 10                | dez [é]                             | décimo                 |
|                   |                                     |                        |
| 11                | onze                                | décimo primeiro        |
| 12                | doze [ô]                            | décimo segundo         |
| 13                | treze [ê]                           | décimo terceiro        |
| 14                | catorze [ô]                         | décimo quarto          |
| 15                | quinze                              | décimo quinto          |
| 16                | dezasseis (порт.)/dezesseis (браз.) | décimo sexto           |
| 17                | dezassete (порт.)/dezessete (браз.) | décimo sétimo          |
| 18                | dezoito                             | décimo oitavo          |
| 19                | dezanove (порт.)/dezenove (браз.)   | décimo nono            |
|                   |                                     |                        |
| 20                | vinte                               | vigésimo               |
| 21                | vinte e um                          | vigésimo primiero      |
|                   |                                     |                        |
| 30                | trinta                              | trigésimo              |
| 40                | quarenta                            | quadragésimo           |
| 50                | cinquenta [kw]                      | quinquagésimo          |
| 60                | sessenta                            | sexagésimo             |
| 70                | setenta                             | septuagésimo           |
| 80                | oitenta                             | octogésimo             |
| 90                | noventa                             | nonagésimo             |
|                   |                                     |                        |
| 100               | cento, cem                          | centésimo              |
| 200               | duzentos (-as)                      | ducentésimo            |
| 300               | trezentos (-as)                     | trecentésimo           |
| 400               | quatrocentos (-as)                  | quadringentésimo       |
| 500               | quinhentos (-as)                    | qüingentésimo          |
| 600               | seiscentos                          | sexcentésimo           |
| 700               | setecentos (-as)                    | septingentésimo        |
| 800               | oitocentos (-as)                    | octingentésimo         |
| 900               | novecentos (-as)                    | nongentésimo           |
|                   |                                     |                        |
| 1 000             | mil (не изменяется по числам)       | milésimo               |
| 2 000             | dois mil                            | dois milésimo          |
| 3 000             | três mil                            | três milésimo          |
|                   |                                     |                        |
| 1 000 000         | milhão                              | milionésimo            |
| 1 000 000 000     | um bilhão                           | bilhonésimo            |
| 1 000 000 000 000 | um trilhão                          | trilhonésimo           |

Примечания:
- В составных количественных числительных десятки и единицы, а также сотни и десятки разделяются союзом «e»:
 238 — duzentos e trinta e oito.
- Числительное cento употребляется в составе числительных: 143 — cento e quarenta e três.
- Числительное cem используется перед существительными: cem rublos — сто рублей.

В португальском языке также представлены собирательные числительные:
- a dezena — десяток
- a dúzia — дюжина
- a centena — сотня
- o milhar — тысяча

Они употребляются с определенным артиклем и с предлогом de, после которого артикль не ставится. Возможно их употребление и во множественном числе (centenas de pessoas, três dúzias de casas — три дюжины домов).